# 7 головних бажань
«7 головних бажань» (рос. 7 главных желаний) — російський комедійний фільм режисера Вадима Соколовського. Прем'єра фільму відбулася
5 грудня 2013 року.

## Сюжет
Ми багато про що мріємо, але чого ж насправді бажаємо? Це й доведеться з'ясувати Маші, до рук якої напередодні Нового року потрапляє чарівний птах, готовий виконати сім її найзаповітніших бажань. Маша вирушає на пошуки своєї мрії, проходить крізь безліч дивовижних перевтілень, але чи справді зробить її щасливою те життя, про яке вона мріє? А може, справжній принц зовсім поруч?

## У ролях
| Актор            | Роль                   |
| ---------------- | ---------------------- |
| Юлія Козирєва    | Маша                   |
| Антон Макарський | Едик                   |
| Ігор Петренко    | Антон                  |
| Ірина Пегова     | Світлана               |
| Катерина Климова | фея                    |
| Людмила Чурсіна  | фея                    |
| Наталія Суркова  | лікар швидкої допомоги |
| Геннадій Смирнов | начальник Маші         |

## Критика
На сайті-агрегаторі рецензій «Критиканство» рейтинг фільму становить 48 % на основі 6 рецензій російських видань.

Євген Ухов з веб-порталу «Film.ru» зазначив:
Голлівуд бореться з вторинністю своєї продукції, піднімаючи навіть самоповтори на небувалий рівень драми, масштабності постановки та технічної досконалості. «7 головних бажань», на жаль, скоріше крок у зворотному напрямку. Якщо на цей Новий рік щось і було зроблено та випущено в прокат без душі — то це, мабуть, саме «Бажання».
Квітку втрачено.

Маргарита Аваньянц із журналу «Эксперт» зазначила:
Новорічна комедія «7 головних бажань» не замінить «Іронію долі», але налаштує на святковий лад і розповість про правильні мрії.

Світлана Стєпнова з веб-журналу «Рускино» заявила:
Якби я отримала в подарунок чарівного павича, то неодмінно використала б одну з її дивовижних пір'їн, аби побажати російським кінематографістам ніколи більше не знімати стрічки, у яких порушено всі без винятку жанрові правила.
Ольга Кузнєцова з газети «Собеседник» навела 5 причин подивитися фільм «7 головних бажань»:
1. «7 головних бажань» — це добра й легка комедія про диво та кохання
2. Улюблені актори
3. Можливість оцінити творчий дует Ігоря Петренка та його дружини Катерини Климової
4. Дівчатам варто поглянути на себе з іншого боку
5. Просто посміятися